# The Children Pay
The Children Pay é um filme mudo norte-americano de 1916, do gênero drama, dirigido por Lloyd Ingraham e estrelado por Lillian Gish.

## Elenco
- Lillian Gish - Millicent
- Violet Wilkey - Jean
- Keith Armour - Horace Craig
- Ralph Lewis - Theodore Ainsley
- Loyola O'Connor - Elinor Ainsley
- Alma Rubens - Editha
- Jennie Lee - Susan
- Robert Lohmeyer - Signor Zucca
- Carl Stockdale - Judge Mason
- Tom Wilson
- Mazie Radford - (não creditada)
- Madame Sul-Te-Wan - (não creditada)